# Prepona pylene
Prepona pylene är en fjärilsart som beskrevs av William Chapman Hewitson 1853. Prepona pylene ingår i släktet Prepona och familjen praktfjärilar. Inga underarter finns listade i Catalogue of Life.

## Bildgalleri

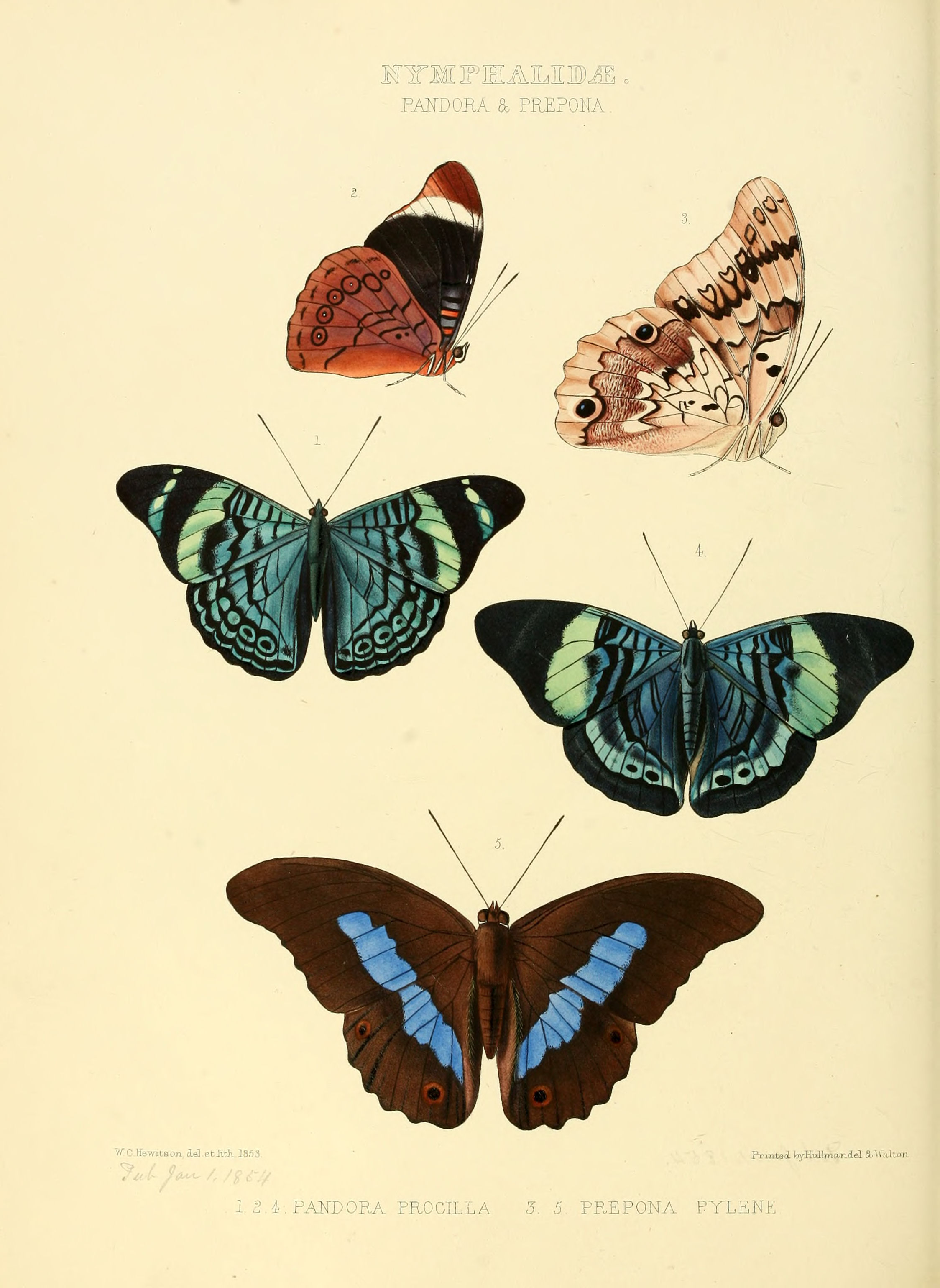
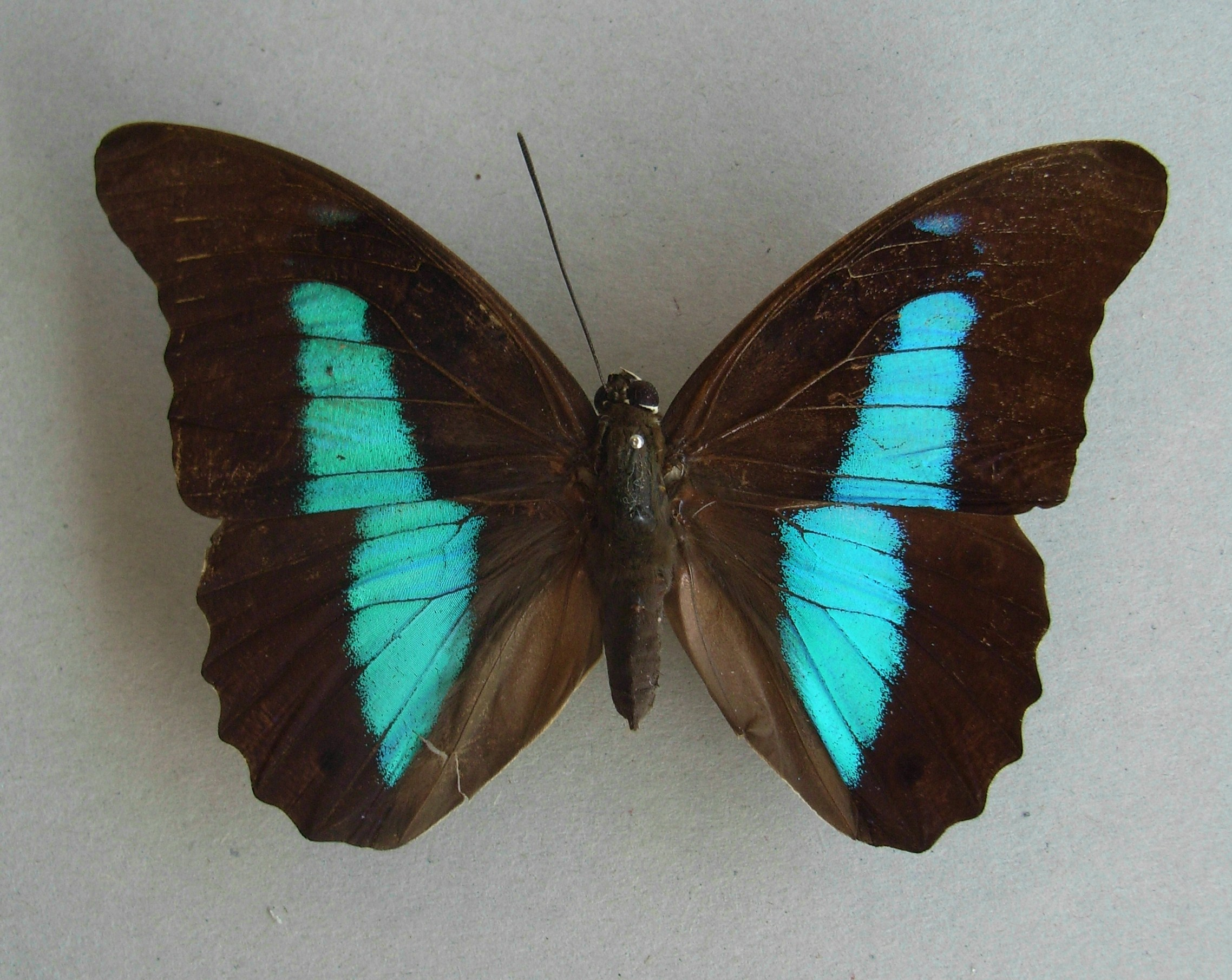